# Kurihara
Kurihara (Japans: 栗原市, Kurihara-shi) is een stad in de prefectuur Miyagi op het eiland Honshu, Japan. Deze stad heeft een oppervlakte van 804,93 km² en telt begin 2008 bijna 78.000 inwoners.

## Geschiedenis
Kurihara werd een stad (shi) op 1 april 2005 na samenvoeging van gemeentes Ichihasama (一迫町, Ichihasama-chō), Kannari (金成町, Kannari-chō), Kurikoma (栗駒町, Kurikoma-machi), Semine (瀬峰町, Semine-chō), Shiwahime (志波姫町, Shiwahime-chō), Takashimizu (高清水町, Takashimizu-machi), Tsukidate (築館町, Tsukidate-chō), Uguisuzawa (鶯沢町, Uguisuzawa-chō) en Wakayanagi (若柳町, Wakayanagi-chō) en het dorp Hanayama (花山村, Hanayama-mura). Het nieuwe gemeentehuis ligt in de voormalige gemeente Tsukidate.
Hoewel formeel een stad genoemd, is Kurihara feitelijk een gemeente die tien kleinere plaatsen omvat.

## Economie
Het gebied van Kurihara heeft een voornamelijk agrarische bestemming met als voornaamste product rijst.
Daarnaast is het gebied een trekpleister voor toeristen die komen voor de kersenbloesem in het voorjaar, de lotusbloemen op het Izunuma meer in de zomer, de herfstkleuren van de berg Kurikoma en de trekkende zwanen en ganzen die in de winter verblijven op de meren in Kurihara. Daarnaast zijn vooral in de winter de onsen populair.

## Verkeer
Kurihara ligt aan de Tohoku Shinkansen en de Tōhoku-hoofdlijn van de East Japan Railway Company.
Kurihara ligt aan de Tōhoku-autosnelweg en aan de autowegen 4, 398 en 457.

## Partnersteden
Kurihara heeft een stedenband met :
- Akiruno, Tokio

## Geboren in Kurihara
- Norio Minorikawa (御法川 法男, Minorikawa Norio), televisiepresentator

## Aangrenzende steden
- Tome
- Ōsaki
- Yuzawa
- Ichinoseki